# A 73-a ediție a Premiilor Globul de Aur
A 73-a gală de acordare a 
Premiilor Globul de Aur

10 ianuarie 2016
Cel mai bun film - Dramă: 

The Revenant: Legenda lui Hugh Glass
Cel mai bun film - Muzical sau Comedie: 

Marțianul
Cel mai bun serial TV - Dramă: 

Mr. Robot
Cel mai bun serial TV - Muzical sau Comedie: 

Mozart in the Jungle
Cea mai bună miniserie sau film de televiziune: 

Wolf Hall
A 73-a ediție a Premiilor Globul de Aur a avut loc la 10 ianuarie 2016 la The Beverly Hilton din Beverly Hills, California la orele 5:00 p.m. PST / 8:00 p.m. EST pe canalul NBC. S-au acordat premii pentru cele mai bune filme din 2015 și cele mai bune emisiuni americane de televiziune din 2015. Ceremonia a fost produsă de  Dick Clark Productions în asociație cu Hollywood Foreign Press Association. Nminalizările au fost anunțate la 10 decembrie 2015 la The Beverly Hilton de către Angela Bassett, America Ferrera, Chloë Grace Moretz și Dennis Quaid.
Ricky Gervais a fost gazda premiilor pentru a patra oară.

## Câștigători și nominalizări

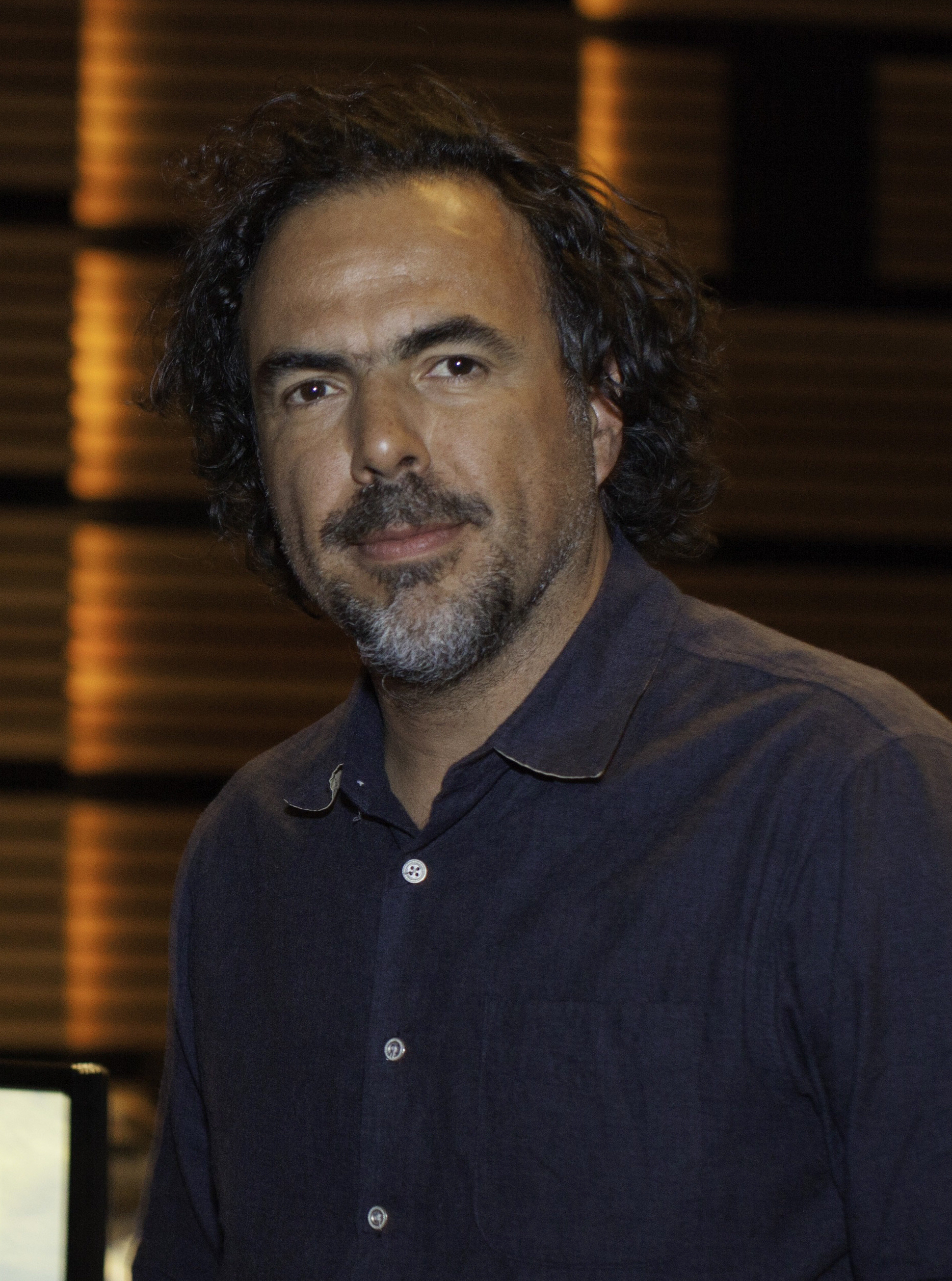
Alejandro González Iñárritu, Câștigător: cel mai bun regizor

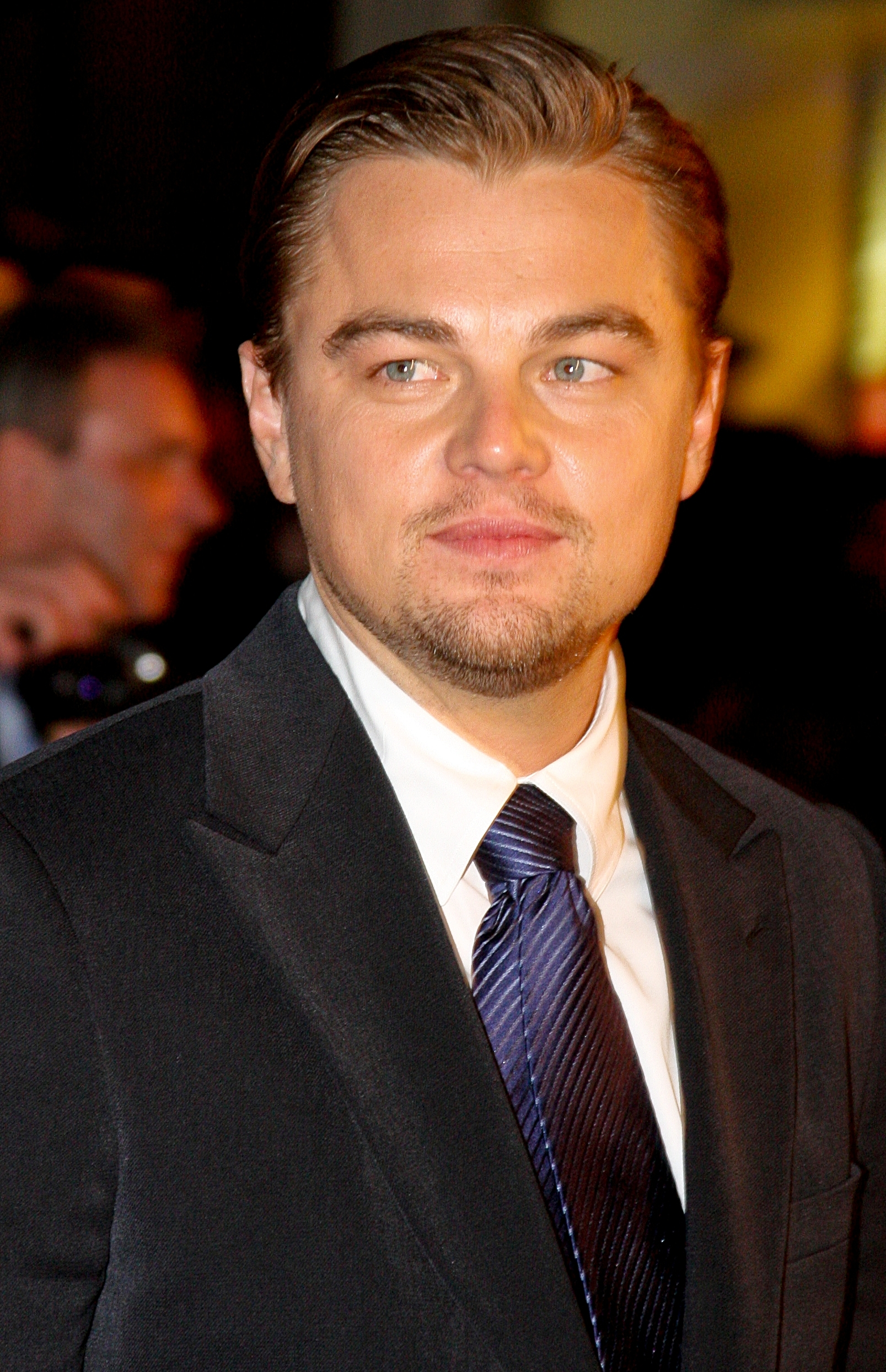
Leonardo DiCaprio, Câștigător: Cel mai bun actor - Dramă

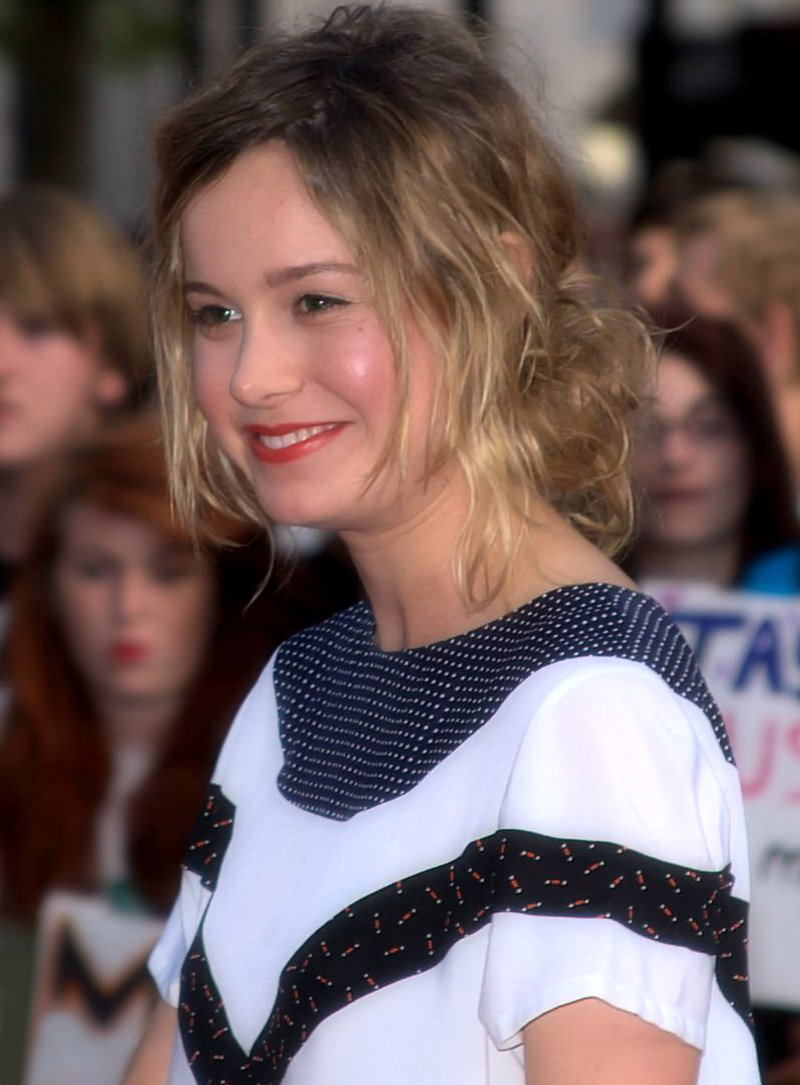
Brie Larson, Câștigător: Cea mai bună actriță - Dramă

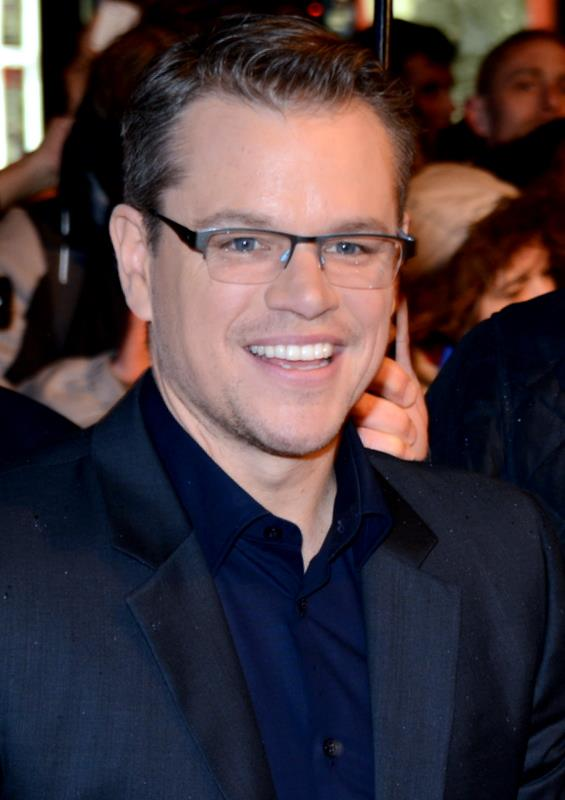
Matt Damon, Câștigător: Cel mai bun actor - Muzical sau Comedie

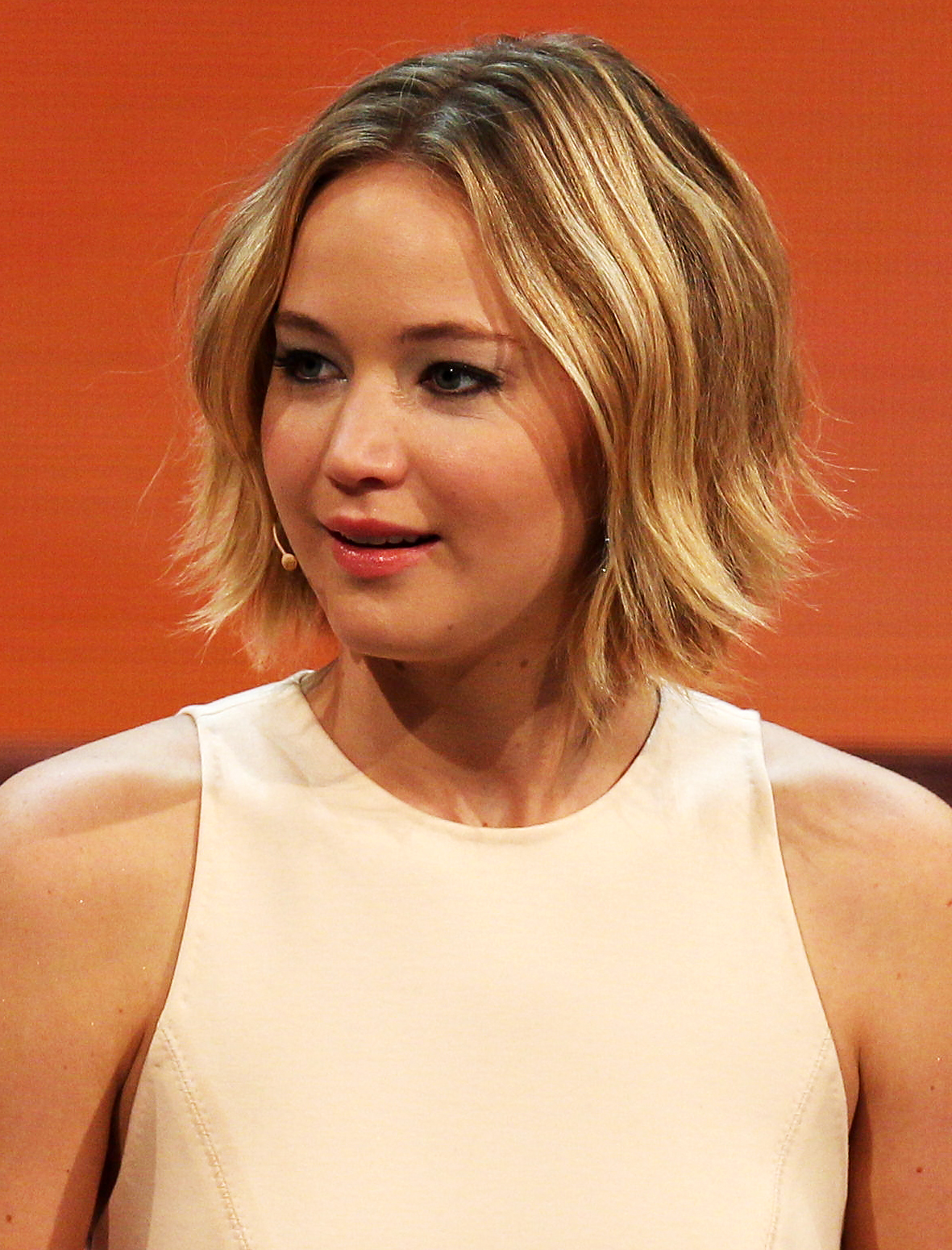
Jennifer Lawrence, Câștigător: Cea mai bună actriță - Muzical sau Comedie

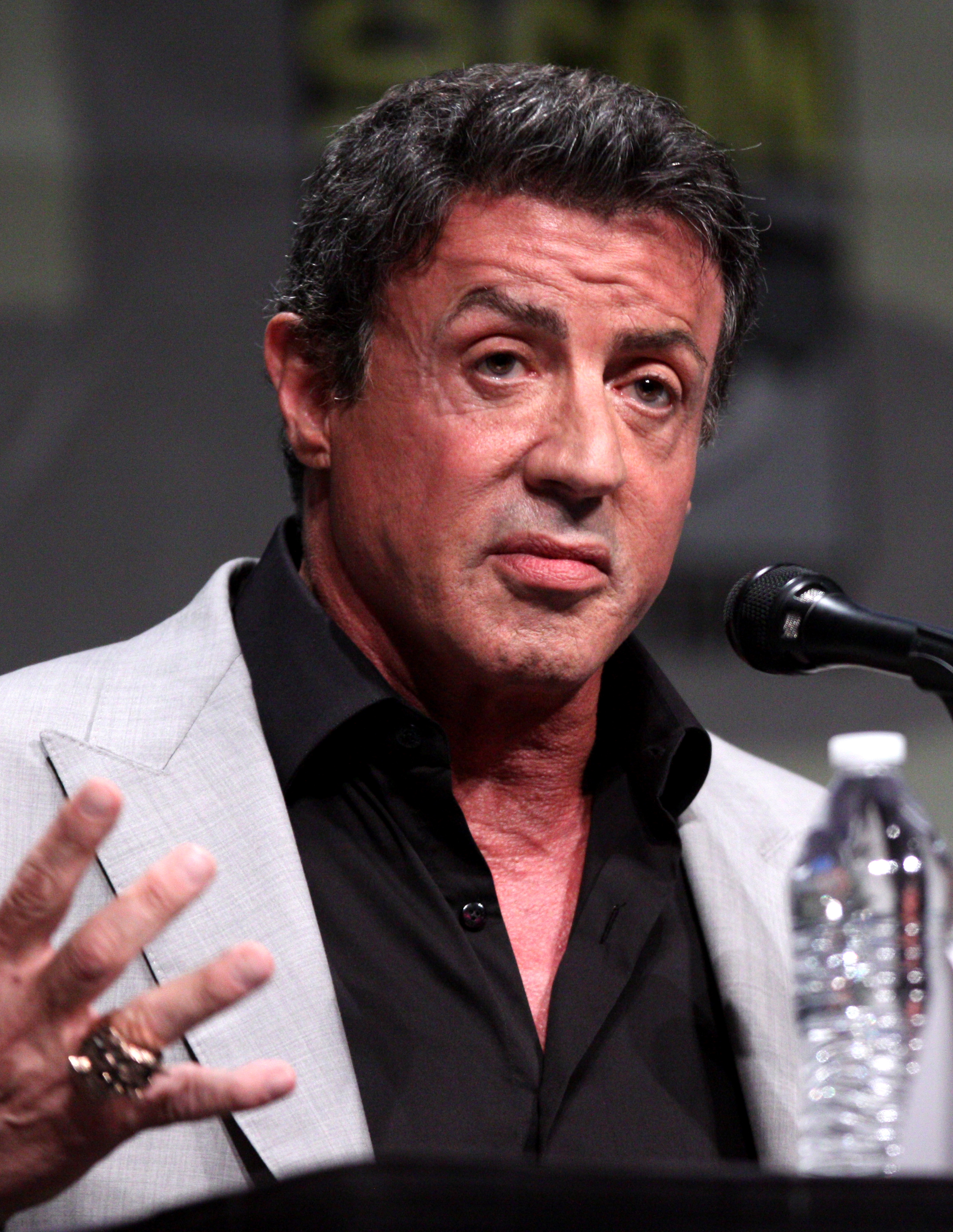
Sylvester Stallone, Câștigător: Cel mai bun actor în rol secundar

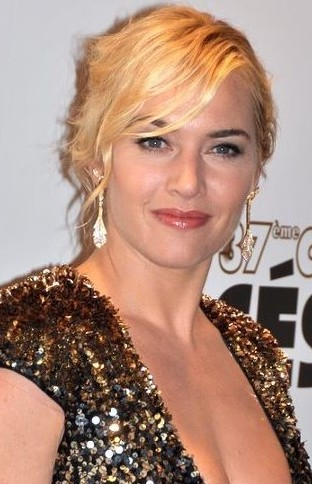
Kate Winslet, Câștigător: Cea mai bună actriță în rol secundar

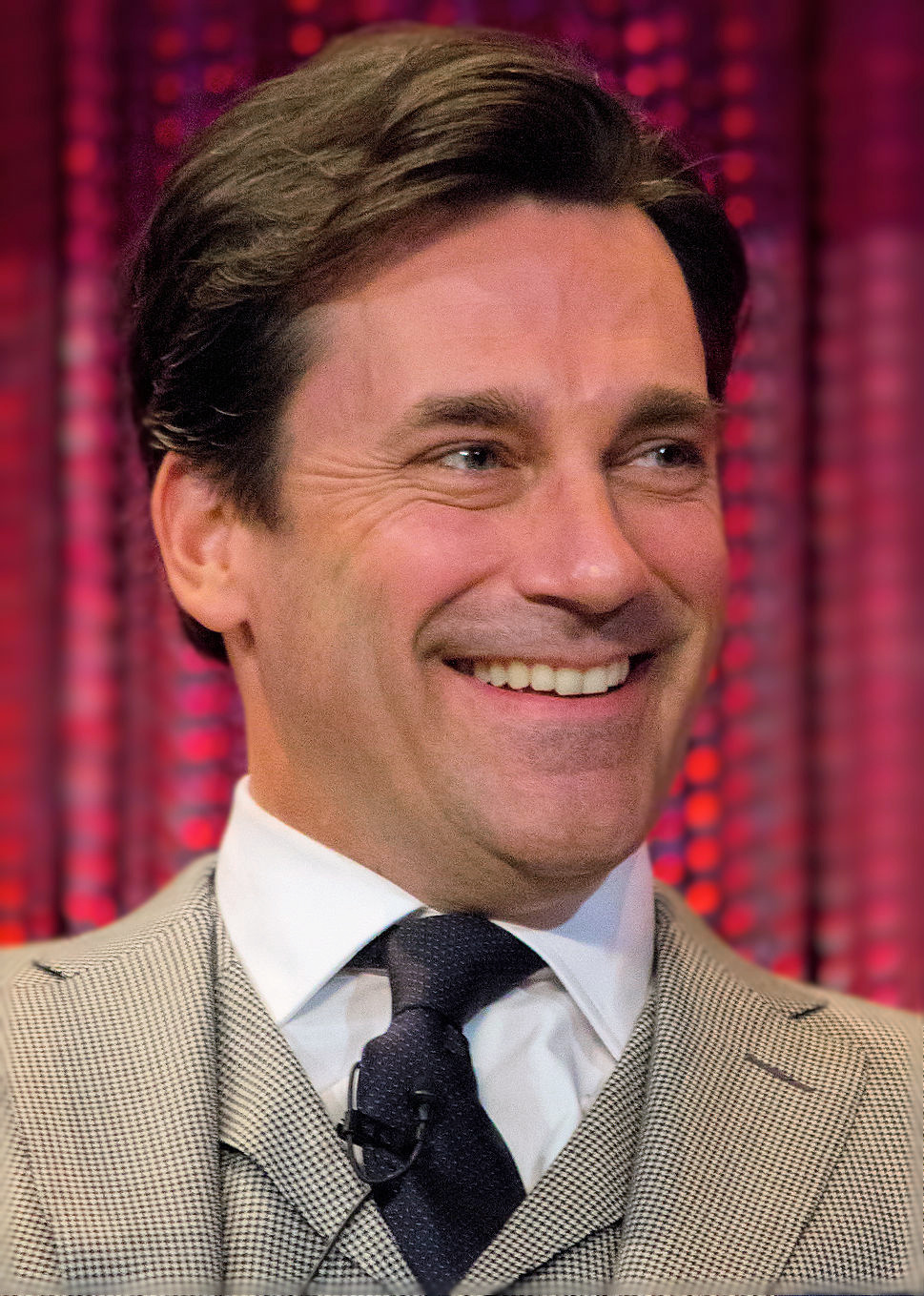
Jon Hamm, Câștigător: Cel mai bun actor de televiziune – Dramă

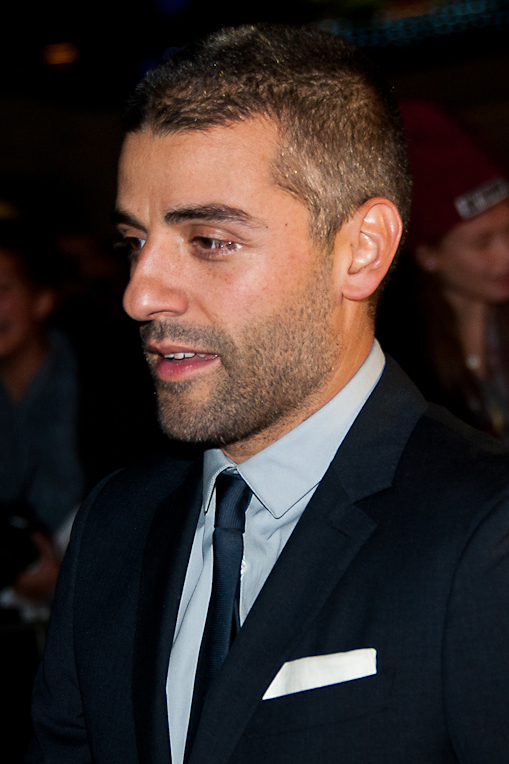
Oscar Isaac, Câștigător: Cel mai bun actor într-o miniserie sau film de televiziune

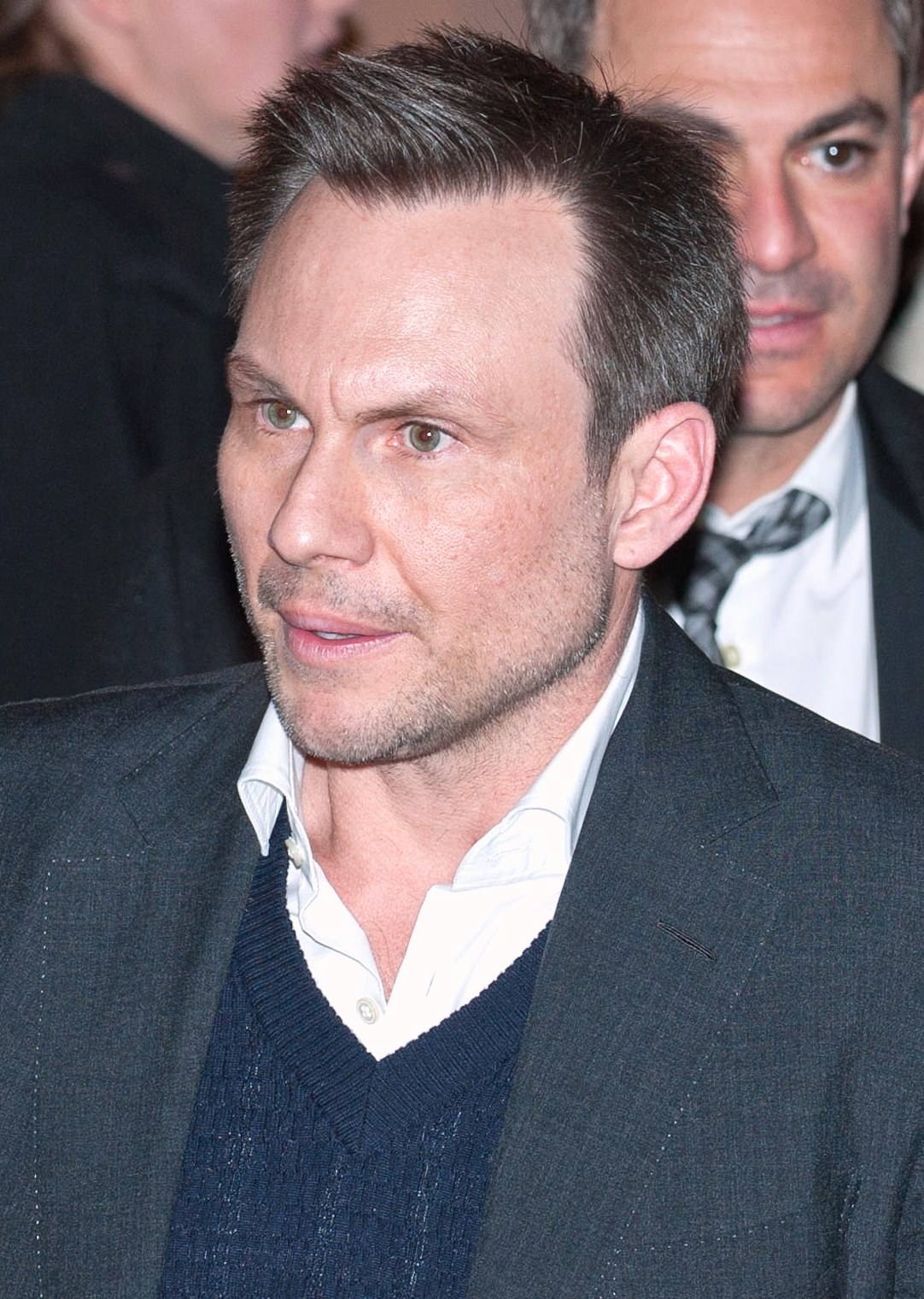
Christian Slater, Câștigător: Cel mai bun actor în rol secundar într-o miniserie sau film de televiziune

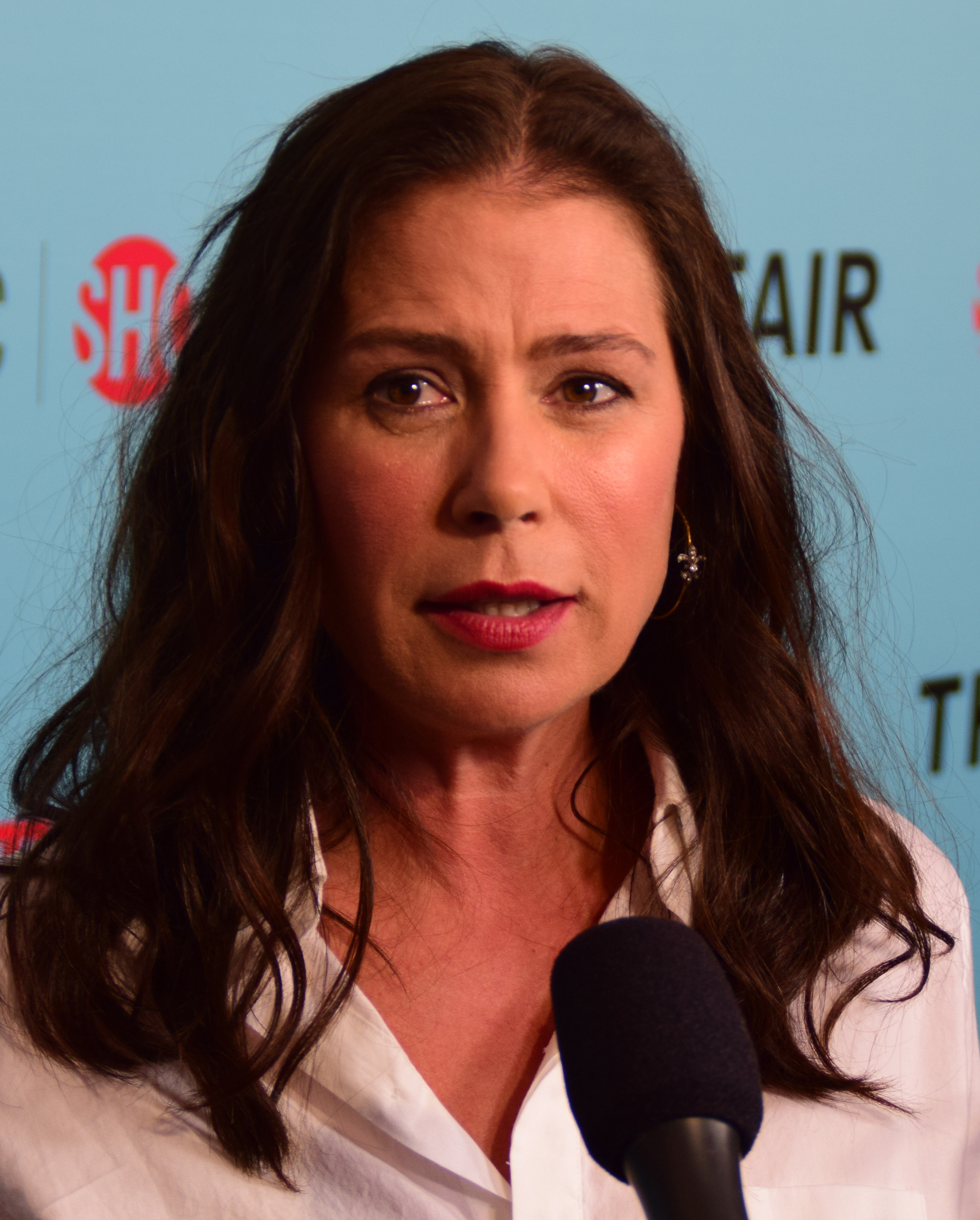
Maura Tierney, Câștigător: Cea mai bună actriță în rol secundar într-o miniserie sau film de televiziune

Acestea sunt nominalizările la a 73-a ediție a Premiilor Globul de Aur. Câștigărorii sunt listați la începutul fiecărei liste:  

### Cinema
| Cel mai bun film | Cel mai bun film |
| Dramă | Muzical sau Comedie |
| --- | --- |
| - The Revenant - Carol - Mad Max: Fury Road - Room - Spotlight | - The Martian - The Big Short - Joy - Spy - Trainwreck |
| Cea mai bună interpretare (dramă) | |
| Actor | Actriță |
| - Leonardo DiCaprio – The Revenant ca Hugh Glass - Bryan Cranston – Trumbo ca Dalton Trumbo - Michael Fassbender – Steve Jobs ca Steve Jobs - Eddie Redmayne – The Danish Girl ca Lili Elbe / Einar Wegener - Will Smith – Concussion ca Dr. Bennet Omalu | - Brie Larson – Room ca Joy "Ma" Newsome - Cate Blanchett – Carol - Carol Aird - Rooney Mara – Carol ca Therese Belivet - Saoirse Ronan – Brooklyn ca Eilis Lacey - Alicia Vikander – The Danish Girl ca Gerda Wegener |
| Cea mai bună interpretare (muzical/comedie) | |
| Actor | Actriță |
| - Matt Damon – The Martian ca Mark Watney - Christian Bale – The Big Short ca Michael Burry - Steve Carell – The Big Short ca Mark Baum - Al Pacino – Danny Collins ca Danny Collins - Mark Ruffalo – Infinitely Polar Bear - Cam Stuart                  | - Jennifer Lawrence – Joy ca Joy Mangano - Melissa McCarthy – Spy ca Susan Cooper / Carol Jenkins / Penny Morgan - Amy Schumer – Trainwreck ca Amy Townsend - Maggie Smith – The Lady in the Van ca Miss Mary Shepherd / Margaret Fairchild - Lily Tomlin – Grandma ca Elle Reid                                                                                             |
| Cea mai bună interpretare în rol secundar | |
| Actor în rol secundar | Actriță în rol secundar |
| - Sylvester Stallone – Creed ca Rocky Balboa - Paul Dano – Love & Mercy ca tânărul Brian Wilson - Idris Elba – Beasts of No Nation - Commandant - Mark Rylance – Bridge of Spies ca Rudolf Abel - Michael Shannon – 99 Homes ca Rick Carver               | - Kate Winslet – Steve Jobs ca Joanna Hoffman - Jane Fonda – Youth ca Brenda Morel - Jennifer Jason Leigh – The Hateful Eight ca Daisy Domergue - Helen Mirren – Trumbo ca Hedda Hopper - Alicia Vikander – Ex Machina ca Ava |
| Altele | |
| Cel mai bun regizor | Cel mai bun scenariu |
| - Alejandro González Iñárritu – The Revenant - Todd Haynes – Carol - Tom McCarthy – Spotlight - George Miller – Mad Max: Fury Road - Ridley Scott – The Martian                                                                                           | - Aaron Sorkin – Steve Jobs - Emma Donoghue – Room - Tom McCarthy and Josh Singer – Spotlight - Charles Randolph and Adam McKay – The Big Short - Quentin Tarantino – The Hateful Eight |
| Cea mai bună coloană sonoră | Cea mai bună melodie originală |
| - Ennio Morricone – The Hateful Eight - Carter Burwell – Carol - Alexandre Desplat – The Danish Girl - Daniel Pemberton – Steve Jobs - Ryuichi Sakamoto, Alva Noto – The Revenant                                                                         | - "Writing's on the Wall" (Sam Smith, Jimmy Napes) – Spectre - "Love Me like You Do" (Max Martin, Savan Kotecha, Ali Payami, Tove Lo, Ilya Salmanzadeh) – Fifty Shades of Grey - "One Kind of Love" (Brian Wilson, Scott Bennett) – Love & Mercy - "See You Again" (DJ Frank E, Andrew Cedar, Charlie Puth, Wiz Khalifa) – Furious 7 - "Simple Song #3" (David Lang) – Youth |
| Cel mai bun film de animație | Cel mai bun film străin |
| - Inside Out - Anomalisa - The Good Dinosaur - The Peanuts Movie - Shaun the Sheep Movie | - Son of Saul (Ungaria) - The Brand New Testament (Belgia/Franța/Luxemburg) - The Club (Chile) - The Fencer (Finlanda/Germania/Estonia) - Mustang (Franța) |

### Filme cu mai multe nominalizări
Următoarele 16 filme au avut mai   multe nominalizări:
| Nominalizări | Filme              |
| ------------ | ------------------ |
| 5            | Carol              |
| 4            | Steve Jobs         |
| 4            | The Big Short      |
| 4            | The Revenant       |
| 3            | Room               |
| 3            | Spotlight          |
| 3            | The Danish Girl    |
| 3            | The Hateful Eight  |
| 3            | The Martian        |
| 2            | Joy                |
| 2            | Love & Mercy       |
| 2            | Mad Max: Fury Road |
| 2            | Spy                |
| 2            | Trainwreck         |
| 2            | Trumbo             |
| 2            | Youth              |

### Filme care au câștigat mai multe premii
Următoarele 3 filme care au câștigat mai multe premii:
| Premii | Filme        |
| ------ | ------------ |
| 3      | The Revenant |
| 2      | The Martian  |
| 2      | Steve Jobs   |

### Televiziune
| Cel mai bun serial TV | Cel mai bun serial TV |
| Dramă | Muzical/comedie |
| --- | --- |
| - Mr. Robot - Empire - Game of Thrones - Narcos - Outlander | - Mozart in the Jungle - Casual - Orange Is the New Black - Silicon Valley - Transparent - Veep |
| Cea mai bună interpretare într-un serial TV – Dramă | |
| Actor | Actriță |
| - Jon Hamm – Mad Men ca Don Draper - Rami Malek – Mr. Robot ca Elliot Alderson - Wagner Moura – Narcos ca Pablo Escobar - Bob Odenkirk – Better Call Saul ca James Morgan "Jimmy" McGill - Liev Schreiber – Ray Donovan ca Ray Donovan                             | - Taraji P. Henson – Empire ca Loretha "Cookie" Lyon - Caitriona Balfe – Outlander ca Claire Fraser - Viola Davis – How to Get Away with Murder ca Prof. Annalise Keating, J.D. - Eva Green – Penny Dreadful ca Vanessa Ives - Robin Wright – House of Cards - Claire Underwood            |
| Cea mai bună interpretare într-un serial TV – Comedie/muzical | |
| Actor | Actriță |
| - Gael García Bernal – Mozart in the Jungle ca Rodrigo de Souza - Aziz Ansari – Master of None ca Dev Shah - Rob Lowe – The Grinder ca Dean Sanderson, Jr. - Patrick Stewart – Blunt Talk ca Walter Blunt - Jeffrey Tambor – Transparent ca Maura Pfefferman       | - Rachel Bloom – Crazy Ex-Girlfriend ca Rebecca Bunch - Jamie Lee Curtis – Scream Queens ca Dean Cathy Munsch - Julia Louis-Dreyfus – Veep ca President Selina Meyer - Gina Rodriguez – Jane the Virgin ca Jane Gloriana Villanueva - Lily Tomlin – Grace and Frankie ca Frankie Bergstein |
| Cea mai bună interpretare într-o miniserie sau film de televiziune | |
| Actor | Actriță |
| - Oscar Isaac – Show Me a Hero ca Nick Wasicsko - Idris Elba – Luther ca DCI John Luther - David Oyelowo – Nightingale ca Peter Snowden - Mark Rylance – Wolf Hall ca Thomas Cromwell - Patrick Wilson – Fargo ca State Trooper Lou Solverson                      | - Lady Gaga – American Horror Story: Hotel ca Elizabeth Johnson / The Countess - Kirsten Dunst – Fargo ca Peggy Blomquist - Sarah Hay – Flesh and Bone - Claire Robbins - Felicity Huffman – American Crime ca Barbara "Barb" Hanlon - Queen Latifah – Bessie ca Bessie Smith              |
| Cea mai bună interpretare în rol secundar într-o miniserie sau film de televiziune | |
| Actor în rol secundar | Actriță în rol secundar |
| - Christian Slater – Mr. Robot ca Mr. Robot - Alan Cumming – The Good Wife ca Eli Gold - Damian Lewis – Wolf Hall ca Regele Henry VIII - Ben Mendelsohn – Bloodline ca Danny Rayburn - Tobias Menzies – Outlander ca Frank Randall / Jonathan "Black Jack" Randall | - Maura Tierney – The Affair ca Helen Solloway - Uzo Aduba – Orange Is the New Black - Suzanne "Crazy Eyes" Warren - Joanne Froggatt – Downton Abbey ca Anna Bates - Regina King – American Crime ca Aliyah Shadeed - Judith Light – Transparent ca Shelly Pfefferman                      |
| Cea mai bună miniserie sau film TV | |
| - Wolf Hall - American Crime - American Horror Story: Hotel - Fargo - Flesh and Bone | |

### Seriale TV cu mai multe nominalizări
Următoarele 13 seriale au avut mai   multe nominalizări:
| Nominalizări | Seriale                      |
| ------------ | ---------------------------- |
| 3            | American Crime               |
| 3            | Fargo                        |
| 3            | Mr. Robot                    |
| 3            | Outlander                    |
| 3            | Transparent                  |
| 3            | Wolf Hall                    |
| 2            | American Horror Story: Hotel |
| 2            | Empire                       |
| 2            | Flesh & Bone                 |
| 2            | Mozart in the Jungle         |
| 2            | Narcos                       |
| 2            | Orange Is the New Black      |
| 2            | Veep                         |

### Seriale TV cu mai multe premii
Următoarele 2 seriale au câștigat mai  multe premii:
| Premii | Serial TV            |
| ------ | -------------------- |
| 2      | Mr. Robot            |
| 2      | Mozart in the Jungle |

## Prezentatori
- Amy Adams
- Jaimie Alexander
- Patricia Arquette
- Melissa Benoist
- Orlando Bloom
- Kate Bosworth
- Sophia Bush
- Jim Carrey
- Matt Damon
- Viola Davis
- Chris Evans
- Paul Feig
- Will Ferrell
- America Ferrera
- Harrison Ford
- Tom Ford
- Jamie Foxx
- Morgan Freeman
- Lady Gaga
- Mel Gibson
- Grant Gustin
- Maggie Gyllenhaal
- Tom Hanks
- Kevin Hart
- Amber Heard
- Taraji P. Henson
- Jonah Hill
- Bryce Dallas Howard
- Terrence Howard
- Kate Hudson
- Lily James
- Ken Jeong
- Dwayne Johnson
- Michael Keaton
- John Krasinski
- Jennifer Lawrence
- Eva Longoria
- Jennifer Lopez
- Tobey Maguire
- Helen Mirren
- Julianne Moore
- Katy Perry
- Eddie Redmayne
- Kurt Russell
- Andy Samberg
- Amy Schumer
- J. K. Simmons
- Jason Statham
- Channing Tatum
- Mark Wahlberg
- Olivia Wilde

## Vezi și
- 2015 în film
- 2015 în televiziune
- 2016 în film
- 2016 în televiziune
- Oscar 2016